# Kuo Wen-chin
Dans ce nom chinois, le nom de famille, Kuo, précède le nom personnel Wen-chin.
Pour les articles homonymes, voir Guo (patronyme).
Pas d'image ? Cliquez ici

a Compétitions nationales et continentales officielles uniquement.

Dernière mise à jour le 29 juin 2025.
Kuo Wen-chin (en chinois traditionnel : 郭玟慶 ; pinyin : Guō Wénqìng), plus connu au Japon en tant que Bunkei Kaku (かくぶんけい, Kaku Bunkei), né le 1er avril 1998 à Taïwan, est un joueur taïwanais de rugby à XV qui évolue au poste de pilier.

## Biographie
Kuo Wen-chin pratique tout d'abord le baseball, sport national taïwanais, en tant que lanceur à l'école élémentaire municipale Sie-jin de Tainan (zh), mais choisit de se tourner vers le rugby à XV alors qu'il étudie au collège, vers l'âge de 12 ans. Malgré le désaccord initial de ses parents, en raison de l'impopularité du sport ovale à Taïwan et du risque de blessures liés à ce dernier, il suit ainsi les pas de son père Kuo Jia-liang (郭家良), d'abord joueur de rugby dans la ville taïwanaise de Tainan avant de connaître une carrière semi-professionnelle de trois ans au Japon en parallèle de son métier de mécanicien automobile chez Mitsubishi Motors,.
Il étudie ensuite au lycée Chang Jung (zh) de Tainan,, puis est appelé pendant sa 2e année à porter le maillot national taïwanais, en 2015.
Kuo part en 2018 étudier au Japon, à l'université Setsunan (en), avec le statut d'étudiant international,,. En parallèle, il intègre ensuite le groupe élargi des Sunwolves, franchise japonaise de Super Rugby pour la saison 2020, s'entraînant ainsi auprès de l'équipe professionnelle,, ; au poste de pilier, il mesure 1,80 m pour environ 120 kg.
En avril 2021, il signe son premier contrat professionnel avec le club japonais du Yamaha Jubilo, club du championnat du Japon,. Alors que le Jubilo devient les Shizuoka Blue Revs, en marge de la réorganisation du championnat national et de l'intégration du club dans la première division, la Japan Rugby League One, Kuo dispute son premier match dès le début de la saison, entrant en jeu dès la 16e minute.